# Padornelo
Padornelo spanyolországi település a Szent Jakab-úton. Közigazgatásilag Pedrafita do Cebreiro társtelepülése Galicia autonóm közösség Lugo tartományában. A középkorban Padernóban zarándokszállás működött az egykori Szent Mária Magdolna-templom mellett. A templom helyén ma temető van.

## Látnivalók
- San Xoan plébániatemplom, amely korábban a johannita rend  fennhatósága alá tartozott.
- Alto do Poio-hágó: A Pontferrada felől Lugo város felé haladó N-VI sz. országos közútról, illetve a vele párhuzamosan haladó A-6-os autópályáról Pedrafita do Cebreiro településnél leváló - főleg gyalogosforgalmú, a tulajdonképpeni zarándokút halad át az 1337 méteres tszf. magasságban levő hágón, érinti a hajdani zarándokkórházat (Hospital) és továbbhalad Triacastela, Sarria, Melide, Burres érintésével Santiago felé.